# Battaglia di Myton
La battaglia di Myton detta anche capitolo di Myton o la battaglia bianca per il coinvolgimento del clero nello scontro, fu una delle battaglie principali delle guerre d'indipendenza scozzesi, combattuta nello Yorkshire il 20 settembre 1319.

## La caduta di Berwick
Nell'aprile del 1318, Berwick-upon-Tweed, ultima fortezza scozzese nelle mani degli inglesi, venne catturata da Sir James Douglas e da Thomas Randolph, conte di Moray, due dei più abili comandanti di re Roberto I di Scozia. Sin dalla battaglia di Bannockburn del 1314, Edoardo II si era preoccupato della lotta politica dei principali baroni del suo tempo, capeggiati da Thomas, conte di Lancaster. Ripetuti raids da parte degli scozzesi a nord dell'Inghilterra vennero effettivamente ignorati; la perdita del borgo di Berwick fu però differente. Un tempo uno dei porti commerciali più importanti della Scozia, dal 1296 si trovava nelle mani degli inglesi che fortificarono la città. La notizia della sua cattura fece riflettere Edoardo e i suoi magnati. Aymer de Valence, conte di Pembroke, tentò una temporanea riconciliazione tra il re ed il conte di Lancaster. In uno spirito di armonia artificiosa, si portarono entrambi a nord con un esercito considerevole nell'estate del 1319. La regina Isabella accompagnò il re sino a York, dove prese stabilmente residenza.
Diversi assalti vigorosi vennero fatti a Berwick per mare e per terra, ma Walter, Alto Steward di Scozia, abilmente assistito da John Crabb, geniere militare, condusse un'ottima difesa del borgo, respingendo ogni attacco. Ad ogni modo sapeva di non poter durare all'infinito coi suoi uomini. Re Roberto I non aveva intenzione di rischiare un attacco diretto all'esercito inglese, azione che nelle parole dello scrittore scozzese John Barbour "poteva tramutarsi in una follia". Al contrario, Douglas e Moray ottennero l'ordine di compiere dei raid su vasta scala nello Yorkshire con l'intento di distrarre gli assediati.

## Il capitolo di Myton
Gli scozzesi durante i loro raid ebbero la notizia che la regina era stata fatta prigioniera. In realtà, mentre re Roberto I avanzava verso York, la regina era stata fatta spostare via acqua più a sud, a Nottingham. Lo Yorkshire era virtualmente indifeso e i razziatori poterono facilmente passare di luogo in luogo senza incontrare resistenza o quasi. William Melton, l'arcivescovo di York, pensò di radunare un'armata che includesse anche diversi uomini di chiesa. Gli inglesi disponevano da parte loro di personaggi come il vescovo John Hotham, cancelliere d'Inghilterra, e Nicholas Fleming, sindaco di York, e diversi veterani esperti. Dai cancelli di York, gli uomini di Melton marciarono per tre miglia ad est di Boroughbridge, dove i fiumi Swale e Ure si incontravano. Il fatto è descritto in Brut or the Chronicles of England, la fonte più completa e contemporanea sulla battaglia;
Molti uomini scelti per il servizio armato, infatti, non erano nemmeno stati allenati a dovere, in particolare coloro che erano monaci o coristi della cattedrale di York, come pure molti chierici perirono in quello che divenne noto col soprannome ironico di "capitolo di Myton". Barbour da agli inglesi perdite per 1000 uomini, tra cui 300 sacerdoti, ma le contemporanee Lanercost Chronicle inglesi riportano almeno 4000 soldati inglesi uccisi dagli scozzesi e altri 1000 affogati nelle acque del fiume Swale. Nicholas Fleming fu tra coloro che morirono nell'azione.

## La partenza del re
Il "capitolo di Myton" ebbe l'effetto desiderato da re Roberto I di Scozia. A Berwick causò una rottura negli inglesi tra coloro che appoggiavano il re e desideravano quindi continuare l'assedio e quanti come il conte di Lancaster che erano ansiosi di sapere il destino che avevano avuto le loro case e le loro proprietà. L'esercito di re Edoardo d'Inghilterra perse il conte di Lancaster che preferì tornare a casa per valutare i danni subiti.
La campagna si rivelò un fiasco, lasciando gli inglesi più divisi di prima. Secondo alcuni l'azione del conte di Lancaster sarebbe stata ritenuta colpevole di tradimento, dal momento che egli non poteva non sapere che le sue terre non erano state intaccate dai raid degli scozzesi. Hugh Despenser, il nuovo favorito del re, giunse a insinuare ce il conte di Lancaster avrebbe detto della presenza della regina a York agli scozzesi. A peggiorare le cose, Douglas riprese i suoi raid al confine nel Cumberland e nel Westmorland. Edoardo non ebbe altra scelta che chiedere una tregua a Roberto di Scozia, pace che gli venne garantita poco prima di Natale.